# The Secret of the Storm Country
The Secret of the Storm Country er en amerikansk stumfilm fra 1917 af Charles Miller.

## Medvirkende
- Norma Talmadge som Tess Skinner
- Edwin Denison som Orn Skinner
- J. Herbert Frank som Ebenezer Walderstricker
- Niles Welch som Frederick Graves
- Ethel Grey Terry som Madelene Walderstricker